# Jornada Mundial de la Joventut de 1993
La Jornada Mundial de la Joventut de 1993 es va celebrar del 10 al 15 d'agost de 1993 a Denver, Colorado (Estats Units d'Amèrica). Va ser la primera Jornada Mundial de la Joventut celebrada a Amèrica del Nord o a una nació de parla anglesa.
La Jornada Mundial de la Joventut és un acte per a joves organitzat per l'Església Catòlica Romana. Se celebra cada dos o tres anys en diferents llocs.

## Lema
El lema escollit pel Papa Joan Pau II per a aquests dies és extret del desè capítol de l'Evangeli de Joan (Jn 10,10): Jo he vingut perquè tinguin vida i la tinguin en abundància.

## Esdeveniments
L'acte va tenir lloc en el context del 60è viatge apostòlic del Papa, en el qual, abans d'arribar a Denver, s'havia aturat a Jamaica i Mèxic. El viatge va durar del 9 al 16 d'agost de 1993.
El programa va incloure un Via Crucis entre els gratacels de la ciutat amfitriona; la vetlla i la missa final van tenir lloc dins del Cherry Creek State Park, prop de la ciutat d'Aurora, a uns 20 km del centre de Denver. Entre mig milió i un milió de joves d'un centenar de nacions van participar en els diferents actes que van tenir lloc durant els cinc dies naturals de l'esdeveniment.

## Polèmiques
L'esdeveniment va ser criticat a la cadena de televisió catòlica EWTN (Eternal Word Television Network). En un episodi de Mother Angelica Live de 1993, la mare Angèlica va criticar durament una recreació mímica de la Vía Crucis a la qual no va assistir el Papa Joan Pau II. La mare Angèlica estava especialment molesta perquè una dona interpretava a Jesús. L'arquebisbe Rembert Weakland, de l'arxidiòcesi de Milwaukee, va qualificar els comentaris de la mare Angèlica com «una de les diatribes més vergonyoses, poc cristianes, ofensives i divisories que he sentit mai». La mare Angèlica va respondre dient: «No creia que una dona que interpretava a Jesús fos ofensiva? Pot anar a posar el cap al vàter del darrere pel que fa a mi!».